# Serafín Aedo Renieblas
Serafín Aedo Renieblas   (Barakaldo, 11 de novembre de 1908 - Ciutat de Mèxic, 14 d'octubre de 1988) fou un futbolista basc de les dècades de 1930 i 1940. Va ser internacional amb la selecció espanyola.

## Trajectòria
Començà a jugar a futbol a equips de la seva ciutat natal com la Unión Sport de San Vicente, passant a continuació al Barakaldo CF. El Betis Balompié es fixà en ell l'any 1933 i el fitxà. Al conjunt sevillà formà defensa amb Pedro Areso, i guanyà la lliga espanyola de la temporada 1934-35. El 1936 fitxà pel FC Barcelona, on des de la temporada anterior ja hi jugava Areso. Però l'esclat de la guerra va fer que no pogués disputar cap partit oficial, només un amistós, amb el Barça.
Ingressà a la selecció del País Basc, que feu una gira per recaptar fons pels refugiats republicans. En aquesta selecció jugà amb homes com Pedro Areso, Luis Regueiro, Isidro Lángara, Guillermo Gorostiza o Txato Iraragorri. La selecció acabà marxant a Amèrica, on competí a la lliga mexicana sota el nom de Club Deportivo Euzkadi, la temporada 1938-39. Simpatitzant del partit Acció Nacionalista Basca decidí romandre a Mèxic. Va jugar al Real España on es retirà l'any 1949. També jugà breument a River Plate el 1940.
Jugà 4 partits amb la selecció espanyola, entre 1935 i 1936.

## Palmarès
- Lliga espanyola:
  - 1934-35
- Lliga mexicana de futbol:
  - 1945
- Copa Mèxic:
  - 1944
- Campió de Campions:
  - 1944, 1945
- Lliga Amateur del Districte Federal:
  - 1940, 1942